# József Jeszmás
József Jeszmás (né en 1895 en Autriche-Hongrie et mort le à 14 mai 1934 Budapest en Hongrie) est un joueur de football international hongrois, qui jouait en tant qu'attaquant.
Il est surtout connu pour avoir terminé meilleur buteur du championnat de Hongrie durant la saison 1924 avec 15 buts.